# ألان إيرفاين
ألان إيرفاين (بالإنجليزية: Alan Irvine)‏ هو لاعب كرة قدم بريطاني، ولد في 29 نوفمبر 1962 في Broxburn ‏ في المملكة المتحدة. لعب مع بورتاداون ودندي يونايتد وسانفريس هيروشيما وشروزبري تاون ونادي إيست فيف ونادي سانت ميرين ونادي فالكيرك ونادي ليفربول ونادي هيبرنيان.